# NGC 7098
NGC 7098 је спирална галаксија у сазвежђу Октант која се налази на NGC листи објеката дубоког неба.
Деклинација објекта је - 75° 6' 39" а ректасцензија 21h 44m 16,0s. Привидна величина (магнитуда) објекта NGC 7098 износи 11,3 а фотографска магнитуда 12,2. Налази се на удаљености од 29,1000 милиона парсека од Сунца. NGC 7098 је још познат и под ознакама ESO 48-5, IRAS 21393-7520, PGC 67266.